# Gnarrenburg
Gnarrenburg är en kommun och ort i Landkreis Rotenburg i förbundslandet Niedersachsen i Tyskland.